# Heinrich Mark
Heinrich Mark, född 1 oktober 1911 i Krootuse i dåvarande Guvernementet Livland, död 2 augusti 2004 i Stockholm, var en estnisk lärare, advokat och politiker, från 1990 till 1992 premiärminister med presidentens uppgifter och tillförordnad statschef för den estländska exilregeringen. Dessförinnan var han tillförordnad premiärminister för exilregeringen från 1971 till 1990.
Mark kandiderade som oppositionskandidat i 1940 års val i Estland efter den sovjetiska ockupationen, men hindrades från att ställa upp av kommunistpartiet. Han flydde till Finland 1943 och fortsatte till Sverige 1944, där han i många år arbetade för Estniska Kommittén i Sverige och från 1953 även som statssekreterare för exilregeringen. 1971 utsågs han av Tõnis Kint till efterträdare som tillförordnad premiärminister, fram till 1973 även som krigsminister.
Marks tid som tillförordnad statschef i exil från 1990 till 1992 karakteriserades av de snabba omvälvningarna under den sjungande revolutionen som redan vid hans tillträde pågick i Estland.
Mark och exilregeringen lade formellt ned sina ämbeten 8 oktober 1992, då Lennart Meri valts till Estlands president enligt den nya konstitutionen efter Estlands självständighet 1991 och republikens styrande organ återupprättats.